# 婆羅門王朝
婆羅門王朝，是公元7-8世紀時期南亞信德地區的佛教-印度教王國，由632年生存至724年，傳三代。有關其存在的大多數信息都來自波斯歷史書察克納馬(或稱印度和信德史)，它是另一個印度教王朝拉伊王朝的繼承人。

## 歷史
王朝建立者是一個名為察克(633-711)的婆羅門，他本是拉伊王朝末代國王沙哈西二世的首相，國王駕崩後他與守寡的皇后結婚，因國王無子嗣，他們的婚姻使他得以奪取王權。
這個王朝引起了倭馬亞王朝的不滿(因海盜和綁架活動)，哈里發阿卜杜勒-馬利克·本·馬爾萬·本·哈卡姆將一支龐大的軍隊交給了州長哈查吉·伊本·优素福，但由於哈里發的去世，沒有試圖吞併信德。穆罕默德·本·卡西姆將軍在他的兒子和繼任者瓦利德一世的統治下於710年入侵信德，並殺死了婆羅門王朝最後一位統治者達希爾，這裡成為倭馬亞王朝的一個邊陲地區。

## 宗教政策
婆羅門王朝支援印度教的信徒，同時迫害佛教徒。這在阿拉伯攻勢期間產生了負面影響。雖然佛教徒沒有與阿拉伯人合作，但他們沒有進行必要的抵抗(換取向阿拉伯人交稅得到信仰自由)。